# استان روویگو
استان روویگو (به ایتالیایی: Province di Rovigo) استانی در شمال شرقی کشور ایتالیا است. روویگو در منطقهٔ ونتو قرار دارد و مرکز آن شهر روویگو است. مساحت این استان ۱٬۷۹۱ کیلومترمربع و جمعیت آن طبق سرشماری سال ۲۰۱۱ میلادی، تقریباً ۲۴۲٬۴۰۹ نفر بوده‌است.